# Спиро Дильов
Спиро Дильов е български революционер, скопски войвода на Вътрешната македоно-одринска революционна организация.

## Биография
Роден е в 1881 година в град Скопие, тогава в Османската империя, днес в Северна Македония. Завършва ІІІ клас и работи като чиновник. Влиза във ВМОРО в 1902 година и взима участие в Илинденско-Преображенското въстание в 1903 година. В 1904 година е четник при Петър Апостолов, а в 1905 година е секретар на четата на Боби Стойчев. След възстановяването на революционната организация в 1910 година е инструктор по взривните вещества в четата на струмишкия войвода Иван Николаев, а от 1911 година е самостоятелен скопски войвода.
При избухването на Балканската война в 1912 година е войвода на партизанска чета №36 на Македоно-одринското опълчение. По-късно служи в 1 рота на 10 прилепска дружина.
| Чета № 36 на МОО с командир Спиро Дильов | Чета № 36 на МОО с командир Спиро Дильов | Чета № 36 на МОО с командир Спиро Дильов | Чета № 36 на МОО с командир Спиро Дильов | Чета № 36 на МОО с командир Спиро Дильов | Чета № 36 на МОО с командир Спиро Дильов |
| Номер                                    | Име                                      | Години                                   | Околия                                   | Селище                                   | Бележки                                  |
| ---------------------------------------- | ---------------------------------------- | ---------------------------------------- | ---------------------------------------- | ---------------------------------------- | ---------------------------------------- |
|                                          | Благой Ангелов                           | 20                                       | Кумановско                               | Куманово                                 |                                          |

През Първата световна война е старши подофицер в партизанската рота на поручик Никола Лефтеров.